# Mårten Blixencron
Mårten Persson Blixencron, före adlandet Blix, född 20 augusti 1596 i Ångermanland, död 28 april 1667 i Stockholm, var en svensk häradshövding.

## Biografi
Mårten Blixencron föddes 1596 i Ångermanland. Han var son till landskamreren Peder Månsson Blix i Västernorrlands län och Anna Johansdotter Nortman. Blixencron blev 1613 kopist i Kammarkollegium och 1615 kammarskrivare i Kammarkollegium. Han blev 1622  häradshövding i Sjuhundra härad och 1623 bokhållare i Kammarkollegium. Blixencron blev 1629 generalbokhållare och 1634 häradshövding i Östergötlands län. Han blev 8 augusti 1637 generalkamrer och adlades 24 augusti 1646 till Blixencron, samt introducerades 1647 i Sveriges Riddarhus som nummer 364. Blixencron blev 8 juli 1647 assessor i Kammarrevisionen och 1652 preses och kommissarie i Revisionskollegium. Han avled 1667 i Stockholm och begravdes 5 september samma år i Jacobs kyrka, där hans vapen sattes upp.

### Egendom
Blixencron ägde Eskilssäter.

### Familj
Blixencron  gifte sig 21 september 1640 i Stockholm med Margareta von Wahle (1624–1681), dotter till handlanden Per Melchersson von Wahle och Cecilia Olofsdotter Wederstedt. De fick tillsammans barnen Anna Blixencron (1641–1672) som var gift med landshövdingen Anders Sparrfelt, Cecilia Blixencron (1643–1644), Petrus Blixencron (1644–1660), HelenaBlixencron (1647–1647), Carl Blixencron (1648–1650), assessorn Gustaf Blixencron (1649–1702), Elisabet Blixencron (1652–1666), Carl Blixencron (1656–1674), Olof Blixencron (1657–1657), Margareta Blixencron (1660–1661), Catharina Blixencron (1661–1663), Peter Gabriel Blixencron (1662–1679) och generalbrigadiären Magnus Blixencron (1664–1702).